# The Trail of Hate
The Trail of Hate é um curta-metragem norte-americano lançado em 1917 do gênero drama, e foi escrito e dirigido por John Ford. O filme agora é considerado perdido.

## Elenco
- John Ford - O tenente (como Jack Ford)
- Louise Granville
- Jack Lawton
- Duke Worne